# Василенко, Гавриил Тарасович
Гаврии́л Тара́сович Василе́нко (23 октября 1910, с. Аулы, ныне Криничанский район Днепропетровской области — 3 июня 2004, Москва) — советский военачальник, Герой Советского Союза (7.04.1940). Генерал-лейтенант (22.02.1963).

## Биография
Гавриил Тарасович Василенко родился 23 октября 1910 года в семье крестьянина. С детства работал пастухом. Окончил семь классов.
В 1924 году Василенко вступил в семью-коммуну имени Ильича Верхнеднепровского района. В 1925 году окончил курсы трактористов при Днепропетровской МТС, работал механиком Верховецкой районной МТС. С 1929 года работал секретарём подрайкома комсомола на станции Верхнеднепровск, а с 1930 по 1932 годы — слесарем на Днепродзержинском металлургическом заводе имени Ф. Э. Дзержинского и одновременно инструктором по военной работе в городском комитете комсомола.

### Начало военной службы
В июле 1932 года был призван в Красную Армию и направлен в Объединённую Белорусскую военную школу имени М. И. Калинина в Минске, окончил которую в 1935 году. Одним из первых в стране получил воинское звание «лейтенант», только что введённое в СССР. С сентября 1935 года служил в 101-м стрелковом полку 4-й стрелковой дивизии имени Германского пролетариата Белорусского военного округа в Слуцке: командир взвода, помощник начальника полковой школы, командир роты, помощник начальника штаба полка по разведке. Принимал участие в освободительном походе РККА в Западную Белоруссию в сентябре 1939 года.
Участвовал в советско-финской войне, куда прибыл с полком в январе 1940 года и где был назначен на должность командира стрелкового батальона. В феврале 1940 года в ходе атаки его батальон овладел укреплённой позицией, на которой располагались 2 финских дота, уничтожив в рукопашной схватке 15 финских солдат. 10 марта 1940 года батальон под командованием Василенко отличился в бою на реке Вуокса, с боем форсировав её, выбив финнов из укреплённых траншей и за сутки наступления заняв 4 населённых пункта. В бою 11 марта 1940 года (в предпоследний день войны) комбат Василенко был тяжело ранен пулей в грудь навылет.
Указом Президиума Верховного Совета СССР от 7 апреля 1940 года «за образцовое выполнение боевых заданий командования на фронте борьбы с финской белогвардейщиной и проявленные при этом отвагу и геройство» старшему лейтенанту Гавриилу Тарасовичу Василенко присвоено звание Героя Советского Союза с вручением ордена Ленина и медали «Золотая Звезда» (№ 348).
Из госпиталя вышел в мае 1940 года и сразу был направлен на учёбу в Военную академию РККА имени М. В. Фрунзе.

### Великая Отечественная война
В сентябре 1941 года капитан Г. Т. Василенко досрочно окончил второй курс академии. По окончании учёбы был назначен на должность командира 2-й маневренной воздушно-десантной бригады Приволжского военного округа. Бригада формировалась в селе Зельман Саратовской области. В декабре 1941 года с бригадой прибыл на фронт Великой Отечественной войны. На Западном фронте бригада действовала совместно с 1-м гвардейским кавалерийским корпусом генерала П. А. Белова, принимая активное участие в боях за Москву. В марте 1942 года бригада была переброшена на Северо-Западный фронт, где вела боевые действия с окружённой демянской группировкой противника. Там в бою 20 марта 1942 года подполковник Василенко был тяжело ранен в голову и госпитализирован.
2 августа 1942 года бригада, которой командовал Василенко, была преобразована в 6-ю гвардейскую стрелковую бригаду, переброшена на Северный Кавказ и включена в состав 10-го гвардейского стрелкового корпуса (Закавказский фронт). В ходе битвы за Кавказ с июля по август 1942 года бригада вела наступательные и оборонительные бои в районе станицы Червлёной, в результате которых захватила станцию Терек, а вскоре были освобождены село Алпатово и весь Наурский район. Участвовал в обороне Грозного. В ходе Нальчикско-Орджоникидзевской оборонительной операции 9 ноября 1942 года получил своё третье тяжелое ранение. В январе 1943 года вернулся из госпиталя и вновь принял командование той же бригадой. Участвовал в Северо-Кавказской и Краснодарской наступательных операциях.
7 мая 1943 года полковник Г. Т. Василенко был назначен на должность командира 32-й гвардейской стрелковой дивизии 56-й и 37-й армий, отличившейся в ходе прорыва «Голубой линии» у станицы Крымская в мае 1943 года. За отличия в Новороссийско-Таманской наступательной операции в сентябре-октябре 1943 года дивизия получила почётное наименование «Таманская». В ночь на 4 ноября 1943 года в ходе Керченско-Эльтигенской десантной операции дивизия под огнём форсировала Керченский пролив и развернула боевые действия на Керченском плацдарме. Однако несколько попыток освободить Керчь окончились неудачей: противник сумел создать мощную оборону, а накопление советских войск и сил на плацдарме для успешного наступления было недостаточным. После очередной неудачной операции 20 января 1944 года комдив Василенко был отстранён от командования приказом командующего армией И. Е. Петрова. Месяц он пробыл в распоряжении Военного совета Отдельной Приморской армии. Однако в Ставке ВГК пришли к выводу, что наибольшая вина в неудачах армии лежит на самом И. Е. Петрове, поэтому снятому им комдиву оперативно нашли новую дивизию.
2 марта 1944 года полковник Василенко был назначен на должность командира 339-й стрелковой дивизии 16-го стрелкового корпуса (Приморская армия, в апреле—мае 1944 — 4-й Украинский фронт, с октября 1944 — 33-я армия 1-го Белорусского фронта). В ходе Крымской наступательной операции дивизия участвовала в освобождении Керчи, Феодосии, Судака, Алушты, Ялты и Севастополя. За отличие в этих боях дивизия была награждена орденом Красного Знамени. После освобождения Крыма дивизия несла службу по охране побережья от Алушты до Коктебеля.
В октябре 1944 года её перебросили в район Бреста и передали в 33-ю армию. В Висло-Одерской операции она принимала участие в форсировании Вислы и освобождении Польши, а также в боях на реках Варта и Одер. Дивизия Василенко первой форсировала реку Одер, а также захватила железнодорожный мост и плацдарм на левом берегу. В апреле-мае 1945 года дивизия участвовала в Берлинской операции, наряду с другими армиями наступала на южную окраину Берлина. Дивизия была удостоена ордена Суворова 2-й степени (19.02.1945) и почётного наименования «Бранденбургской», а командиру дивизии 27 апреля 1945 года было присвоено воинское звание «генерал-майор».

### Послевоенная карьера
После войны продолжил службу в Советской Армии. С июня 1945 года был заместителем командира 4-го гвардейского стрелкового корпуса в составе Группы советских оккупационных войск в Германии. С октября 1945 — командир 47-й гвардейской стрелковой дивизии (с конца октября — 19-я гвардейская механизированная дивизия). С мая 1946 года был старшим преподавателем тактики на Высших стрелково-тактических курсах усовершенствования офицерского состава пехоты «Выстрел» имени Маршала Советского Союза Б. М. Шапошникова. С ноября 1948 по октябрь 1951 года — командир 13-й гвардейской воздушно-десантной дивизии на Дальнем Востоке. Затем был направлен на учёбу.
В 1952 году окончил Высшие академические курсы при Высшей военной академии имени К. Е. Ворошилова. С ноября 1952 года служил заместителем командира 28-го гвардейского стрелкового корпуса 8-й гвардейской армии в Группе советских войск в Германии, с мая 1956 года — заместителем командующего по боевой подготовке — начальником отдела боевой подготовки 4-й общевойсковой армии Закавказского военного округа (по январь 1959). С января 1959 — заместитель командующего Северной группой войск по тылу — начальник тыла группы войск (на территории Польши).
В октябре 1966 года генерал-лейтенант Г. Т. Василенко уволен в запас, после чего жил в Москве.
Гавриил Тарасович Василенко умер 3 июня 2004 года в Москве. Похоронен на Востряковском кладбище (участок 52).

## Награды
- Медаль «Золотая Звезда» Героя Советского Союза (7.04.1940);[3]
- Орден Жукова (Российская Федерация, 25.04.1995);
- Орден Ленина (7.04.1940);
- Четыре ордена Красного Знамени (13.12.1942, 20.11.1943, 30.05.1945, 20.04.1953);
- Орден Суворова 2-й степени (6.04.1945);
- Орден Кутузова 2-й степени (25.10.1943);
- Два ордена Отечественной войны 1-й степени (12.05.1944, 11.03.1985);
- Орден Красной Звезды (6.11.1947);
- Медали;
- Орден Северной Осетии;
- Почётный гражданин Феодосии (1970).